# 李金土 (1900年)
李金土（1900年5月12日—1979年），號襄輔，臺灣台北艋舺人，小提琴家，做有《農民謠》等曲，著有《音樂欣賞法》、《音感訓練法》、《新編初中音樂課本》等書。

## 生平

### 日治時期
1900年5月12日，李金土出生於台北艋舺。原姓王，後王家過繼給艋舺名望李家為養子。由於李家家境雄厚，為北部漁市場的主要盤商，因此李金土自幼便受到良好的教育，得以在1916年（大正五年），進入台北國語學校就讀，師事張福興、柯丁丑與一條慎三郎。1920年（大正9年）畢業隔年，李金土於該校附屬小學執教。
1922年（大正11年）李金土以公費生身份進入東京上野音樂學校，主修小提琴與音樂教育，是台灣第一位留日主修小提琴的音樂家。
除了教學之外，李金土也積極推動地方音樂活動。1926年（昭和元年）在台北組織絃樂四重奏，舉行獨奏會與室內樂演奏。隔年舉行小提琴獨奏會，並作環島公演，轟動一時。
1928年（昭和3年），李金土再次前往日本留學，精進琴藝。返國後，應母校之邀任教於台北第二師範學校音樂科，指導小提琴、音樂概論、視場聽寫等課程；除此之外，他也和日籍教師高梨寬之助共同指導校內音樂部，如管弦樂團的訓練。
1931年（昭和6年）李金土策劃萬華青年團體「艋舺共勵會」舉辦「台島洋樂競演大會」音樂比賽。是台灣第一次舉辦西洋樂器的音樂比賽，比賽項目僅有小提琴，比照日本全國音樂競賽大會規則辦理。由於冠、亞軍分別由來自台灣的周再群、吳金龍奪得，第三名是日本內地人山本正水，引起日本評審委員抗議。 同年，李金土根據賴和的詞完成《農民謠》，可說是知識份子的「社會運動歌曲」之一。
1934年（昭和9年）由楊肇嘉發起，留日習樂台灣學生組成的「臺灣鄉土訪問團」，在暑假時間巡迴台北、新竹、台中、彰化、嘉義、台南、高雄演出，李金土擔任小提琴獨奏，同團共演的人物包含高慈美、林秋錦、柯明珠、陳泗治、林澄沐、林進生、翁榮茂、江文也。
1935年（昭和10年）發生新竹-台中地震，李金土參加由蔡培火發起的「震災義捐音樂會」演出。1941年（昭和16年）組織明星混聲合唱團，團員由40多位青年男女組成，曾於1944年（昭和19年）在台北公會堂演出。

### 戰後
二次大戰後，李金土仍持續從事音樂的推廣。1945年（民國三十四年）李金土協助蔡繼琨籌組「台灣警備總部交響樂團」（即台灣省立交響樂團、國立台灣交響樂團前身）。他也是台灣文化協進會的籌備委員之一，舉辦多場音樂會以及音樂比賽。同時，他也至中國廣播公司台灣廣播電台在現場直播節目中演奏小提琴。1948年（民國三十七年），李金土與其他台籍留日音樂家組成「台灣省音樂文化研究會」，推動音樂教育與推廣活動。
1948年（民國三十七年）李金土應蕭而化教授之邀，進入台灣省立師範學院音樂系任教，教授小提琴、樂理、視唱聽寫、音樂欣賞等課。1952年（民國四十一年）應邀於政工幹校音樂科兼課。1979年（民國六十八年）李金土因糖尿病引發心血管阻塞去世，終年79歲。

## 作品列表

### 音樂創作
- 1931年
  - 《農民謠》（詞：甫三）
- 1952年 
  - 臺北師範學院校歌
  - 臺北市立老松商業職業學校（今臺北市老松國小）校歌

### 文字論著
- 1927年
  - 〈樂聖べードーヴエンの百年祭に就いて〉
  - 〈文化生活と音樂鑑賞 (一) 〉
  - 〈文化生活と音樂鑑賞 (二) 〉
  - 〈樂聖べードーヴエンの百年祭に就いて〉
- 1955年
  - 〈樂界三十年〉[2]

## 外部連結
- 臺灣音樂群像 李金土 （页面存档备份，存于）
- 臺灣音樂群像資料庫：李金土 （页面存档备份，存于）